# Snegopady
Snegopady (en ruso Снегопады), traducido al español es Nevadas, es el cuarto sencillo del álbum de estudio Vesyolye Ulybki (Sonrisas felices), del dúo de cantantes rusas t.A.T.u.

## Lanzamiento
Fue lanzado como sencillo promocional el 18 de octubre de 2008, únicamente en la radio rusa.[cita requerida]

## Video
Un tráiler del vídeo musical fue lanzado el 9 de abril de 2009 y el estreno del vídeo fue el 17 de abril de 2009. La música fue compuesta por Slowman y la letra por Katya Salem y t.A. Music.[cita requerida]
El vídeo muestra a Yulia y Lena después de terminar el rodaje de 220, conduciendo unas motos. Mientras conducen a toda velocidad, se ven rodeadas de policías y toman la decisión de estrellarse la una contra la otra, antes que ser capturadas. 
Después del estreno del vídeo dos versiones diferentes fueron puestas en el canal oficial de t.A.T.u. en Youtube: la versión para TV y la versión especial de "Heart Attack Edition", la cual muestra el vídeo pero sin canción.
- Datos: Q840559